# 第三屆立法院
第3屆立法院是中華民國行憲後的第三屆立法院，該屆立法委員任期自1996年2月1日起至1999年1月31日止，由中華民國自由地區選舉產生，共召開了6個會期和1次臨時會。本屆由於在野勢力的規模首度對執政黨形成威脅，自第三會期開始了「朝野協商制度」，將黨團協商法制化:1－9:116－118。另外，立法院於1997年時向臺灣省政府購入臺北濟南辦公大樓作為委員研究大樓（中興大樓），立法院秘書處的圖書資料室也在1999年1月升格為國會圖書館。

## 席次概況
| 顏色   | 政黨名稱   | 當選時席次 | 解散時席次 | 席次變化 | 備註                             |
| ------ | ---------- | ---------- | ---------- | -------- | -------------------------------- |
|        | 中國國民黨 | 85         | 83         | ▼2       |                                  |
|        | 民主進步黨 | 54         | 53         | ▼1       | 張晉城因院長選舉跑票遭開除黨籍。 |
|        | 新黨       | 21         | 21         | -        |                                  |
|        | 無黨籍     | 4          | 7          | ▲3       |                                  |
| 總席次 | 總席次     | 164        | 164        | -        |                                  |

註：粗體字者為執政黨。

## 重大事件

### 二月政改
執政的中國國民黨在本屆立院僅掌握85席略微過半的席次，在野的民主進步黨於時任黨主席施明德的主導下，主動與意識形態完全相左的新黨尋求合作，並以副院長之位為交換條件，企圖說服國民黨籍的5席原住民立委倒戈，以奪得國會議長的寶座。而新黨也罕見與民進黨達成共識，力圖合作拉下國民黨的立院龍頭位置；惟最後投票時，扁系立委張晉城跑票投下廢票，國民黨籍的劉松藩以1票之差險勝民、新兩黨共推的施明德，最終未上演在野聯合扳倒執政黨的戲碼。然而此次「危機」也讓國民黨改變了對原住民立委爭取權益的回應姿態:135－147。

### 取消閣揆同意權
本屆立院開議時，總統李登輝以時任行政院院長連戰已獲慰留為由，拒絕向新一屆立法院提名閣揆，引發在野黨立委不滿，並在執政黨戰術失誤下通過「咨請總統重新提名閣揆」的決議；但迫於人數劣勢，連戰的人事案仍獲同意過關。由於連戰在同年3月當選副總統，在野黨認為閣揆兼任副總統有違憲疑慮，因此在新黨及民進黨立委各自聲請釋憲後，司法院大法官做出《釋字第419號解釋》認定兼任違憲，國民大會遂提出憲法修正案，透過增訂立院倒閣權作為取消閣揆同意權的條件，至此奠定雙首長制的政治體制。

## 通過法案
第3屆立法院通過制定了以下主要法案：
- 《洗錢防制法》
- 《菸害防制法》[9]:59－62
- 《性侵害犯罪防治法》[10]:199
- 《犯罪被害人保護法》
- 《家庭暴力防治法》
- 《新市鎮開發條例》
- 《都市更新條例》
- 《強制汽車責任保險法》
- 《動物保護法》
- 《地方制度法》
- 《行政院原住民族委員會組織條例》

除此之外，本屆立法院另通過以下重要法案的修正：
- 「國會改革五法」：修訂《立法院職權行使法》、《立法委員行為法》、《立法院組織法》、《立法院各委員會組織法》和《立法院議事規則》。[11]
- 《財政收支劃分法》
- 《中華民國憲法增修條文》

## 外部連結
- 立法院智庫知識平台 （页面存档备份，存于）